# Широков Сергій Сергійович
Сергій Сергійович Широков (рос. Сергей Сергеевич Широков; 10 березня 1986, м. Озери, СРСР) — російський хокеїст, лівий/правий нападник. Виступає за «Авангард» (Омськ) у Континентальній хокейній лізі. Заслужений майстер спорту Росії (2012).
Вихованець хокейної школи ЦСКА (Москва). Виступав за ЦСКА-2 (Москва), ЦСКА (Москва), «Ванкувер Канакс», «Манітоба Мус» (АХЛ).
В чемпіонатах НХЛ — 8 матчів (1+0).
У складі національної збірної Росії учасник чемпіонату світу 2012, 2014 і 2015 (29 матчів, 7+7); учасник EHT 2012, 2013 і 2014. У складі молодіжної збірної Росії учасник чемпіонатів світу 2005 і 2006. У складі юніорської збірної Росії учасник чемпіонату світу 2004.
Досягнення
- Чемпіон світу (2012, 2014), срібний призер (2014)
- Срібний призер молодіжного чемпіонату світу (2005, 2006).
- Переможець юніорського чемпіонату світу (2004)
- Учасник матчу усіх зірок КХЛ (2012, 2013).